# Peptide-méthionine (R)-S-oxyde réductase
La peptide-méthionine (R)-S-oxyde réductase est une oxydoréductase qui catalyse la réaction :
peptide-L-méthionine (R)-sulfoxyde + thiorédoxine réduite  {\displaystyle \rightleftharpoons }  peptide-L-méthionine + thiorédoxine oxydée + H2O.
Cette enzyme est très spécifique de l'énantiomère R de la méthionine sulfoxyde, avec une plus grande activité vis-à-vis de la L-méthionine sulfoxyde que de la D-méthionine sulfoxyde. Bien que l'enzyme agisse aussi bien sur la méthionine sulfoxyde libre que liée à un peptide, elle est bien plus efficace sur les résidus de méthionine sulfoxyde liés. Elle intervient dans la prévention des dommages dus au stress oxydant en réduisant les formes oxydées de la méthionine, rendant leur fonctionnalité aux peptides altérés par l'oxydation.
Chez certaines espèces, la peptide-méthionine (R)-S-oxyde réductase est une sélénoprotéine à sélénocystéine utilisant du zinc Zn3+ comme cofacteur.